# Панфинно-угризм

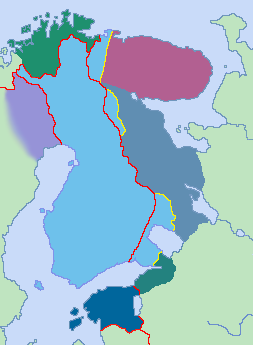
Идеологема «Великая Финляндия» — пример панфинно-угризма

Панфинно-угри́зм  (фин. Heimoaate) — идеология и националистическое движение среди национальных элит и интеллигенции финно-угорских народов, ставящее своей целью культурную и иногда политическую консолидацию финно-угорских народов.
Особенностью панфинно-угризма среди других ирредентистских движений является тот факт, что финно-угорские народы не представляют собой единого массива ни территориально, ни политически, ни культурно.
В истории России имели место две волны панфинно-угризма.
- Первая волна: с начала XX века до начала 1930-х годов. Была неразрывно связана с революционной активностью национальных интеллигенций и, после победы Советской власти, с национально-государственным и культурным строительством у финно-угорских народов. Сошла на нет в связи с физическим уничтожением большей части националистически-настроенной национальной интеллигенции в годы сталинских репрессий (см., например, Дело СОФИН, участники которого были объявлены финскими шпионами и обвинялись в подготовке выхода финно-угорских республик из состава РСФСР).
- Вторая волна: с конца 1980-х по 1990-е. Характеризуется дезинтеграционными процессами в рамках Российской Федерации, политизацией и радикализацией националистических движений в финно-угорских субъектах. К концу 1990-х постепенно сошла на нет. В настоящее время сохраняются лишь отдельные элементы панфинно-угризма, не представляющие собой массового движения.

По мнению российских исследователей и чиновников (например, В. А. Тишкова), «финно-угорская карта» (проблема насильственной ассимиляции и русификации финно-угорских народов) является важным средством внешнеполитического давления Эстонии и Финляндии (а также Совета Европы) на Россию.